# Леопольд Вільгельм Австрійський
Леопольд Вільгельм Австрійський (нім. Leopold Wilhelm von Österreich; 5 січня 1614 — 20 листопада 1662) — 46-й великий магістр Тевтонського ордену в 1641—1662 роках, ерцгерцог Австрії, церковний і військовий діяч Священної Римської імперії.

## Життєпис
Походив з династії Габсбургів. Молодший син Фердинанда II, імператора Священної Римської імперії, і Марії-Анни Віттельсбах. Народився 1614 року в Вінер-Нойштадт.
Йому була визначена церковна кар'єра. Вже 1625 року стає князем-єпископом Пассау (до 1662 року), а 1626 року — князем-єпископом Страсбургу і абатом Мурбахського монастиря, змінивши родича Леопольда V. Того ж року стає абатом Герсфельдського монастиря (до 1648 року).
З початком Контрреформації зумів стати 1628 року  князем-єпископом Гальберштадту, а 1631 року — князем-архієпископом Магдебургу (до 1638 року). При цьому частина цих єпархії перебувала під владою протестантських адміністраторів з династії Гогенцоллернів. 1629 року призначив адміністратором герсфельдського імперського абатства Йоганна Бернгарда Шенк цу Швайнсберга.
1635 року  призначається князем-архієпископом Бремена (до 1645 року). Натомість відповідно до умов Празького миру передав Магдебург Августу Веттіну, герцогу Саксен-Вайскенфель. 1637 року  Леопольд Вільгельм стає князем-єпископом Оломоуца (до 1662 року).
У вересні 1639 року призначено очільником імператорських військ в Німеччині. У 1640 році спільно з Октавіо Пікколоміні змусив шведів відступити з Богемії і створив плацдарм на річці Везер.
1641 року обирається великим магістром Тевтонського ордена. Того ж року очолив контратаку на шведів, що намагалися захопити учасники Регенсбурзького рейхстагу. 1642 року незважаючи на поради Пікколоміні вирішив дати бій шведам біля Брайтенфельду, де імперська армія зазнала тяжкої поразки. Після цього втратив командування.
У травні 1645 року призначено очільником імператорських військ в Німеччині. Невдовзі протистояв шведському авангарду, що дійшов до Брігіттенау — передмістя Відня. За цим рушив до Брно, звідки відтіснив шведів. За цим відправив допомогу баварському війську у протистоянні з французами. 1646 року очолив наступ на Гессен-Кассель, але через брак постачання вимушен був повернутися. На зворотньому шляху зазнав дошкульних нападів французів і шведів.
1647 року призначено штатгальтером Іспанських Нідерландів. Уклав перемир'я з Голландією. після цього виступив проти Франції, очистивши від ворога Ено і Намюр. Але 1648 року в битві під Лансом зазнав тяжкої поразки від Людовика II Бурбон-Конде. В тому ж році в Мюнстері уклав мир з Республікою Сполучених провінцій, що стало частино Вестфальського миру.
Початок Фронди у Франції дозволило Леопольду Вільгельму до 1653 року повернути втрачені фортеці в Нідерландах. 1656 року за власним бажанням було замінено на посаді штатгальтера Хуаном Хосе Габсбургом. Того ж року стає князем-єпископом Бреслау.
1657 року після смерті брата Фердинанда III був претендентом на імператорський престол, але зрештою підтримав небожа Леопольда, який став у 1658 році імператором.
Помер Леопольд Вільгельм Австрійський у 1662 році в Відні. Поховано у церкві капуцинів.

## Творчість і меценатство
Мав літературний хист. складав вірші італійською мовою. За допомогою Давида Тенірса Молодшого зібрав численні твори мистецтв. 1656 року перевіз свою колекцію до Відня. Пізніше вона стане надбанням Музею історії мистецтв у Відні.